# Thomas Laycock (physiologiste)
Thomas Laycock (10 août 1812 - 21 septembre 1876) est un neurophysiologiste anglais né à Wetherby près de York.